# 6288 Fouts
6288 Fouts este o planetă minoră (asteroid) din centura de asteroizi. A fost descoperită pe 2 martie 1984 la Observatorul La Silla de Henri Debehogne. 
Obiectul prezintă o orbită caracterizată de o semiaxă mare de 3,2078663 UAi, o excentricitate de 0,16, o înclinație de 2,30604 ° în raport cu ecliptica.